# Lista över Serbiens regenter

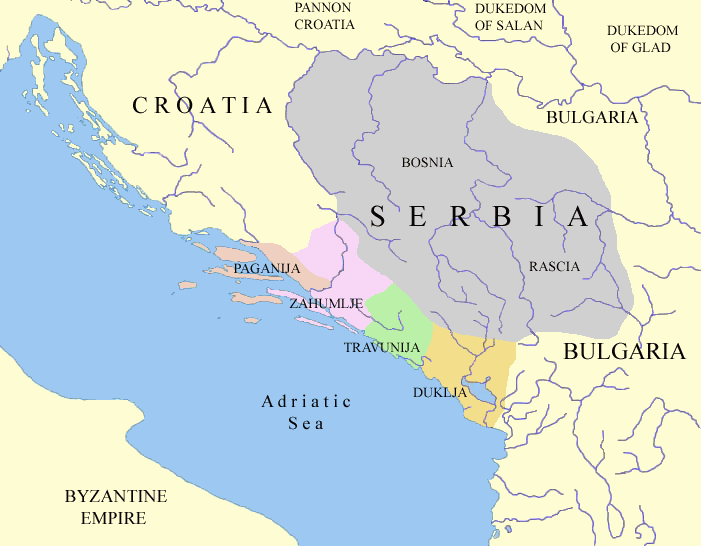
Engelskspråkig karta över de äldre medeltida serbiska furstendömena.

Lista över Serbiens statschefer inkluderar även de provinser, landskap, territorier och områden (kan kallas hertigdömen) som styrdes av serber under medeltiden och framåt. Under medeltiden hade de serbiska domänerna sex territorier/hertigdömen som är listade nedan efter betydelse.
- Raška (dagens Serbien, Kosovo och regionen Sandžak)
- Duklja (bytte senare namn till Zeta, bl.a. dagens Montenegro)
- Bosnien (Bosna)
- Zahumlje (bytte senare namn till Hum, bl.a. dagens Hercegovina)
- Travunien (Travunija, del av dagens Montenegro)
- Paganien (Paganija, del av dagens Dalmatien)
- Även Srem (del av dagens Vojvodina) var styrt av serbiska dynastier tidvis under denna tid.

Olika dynastier kom upp ur de olika territorierna under olika tider och denna lista koncentrerar sig på de härskare som någon gång styrde över Raška och såväl de andra tidigare nämnda hertigdömena. De serbiska härskarna hade flera olika titlar de brukade under medeltiden: knez (hertig eller prins), župan (hertig eller hövding), kung, tsar och despot.

## Tidigaste kända härskare
- Drvan (? - till 623) härskare över Vit-Serbien, beläget vid Karpaterna.
- “Okända knezen“ (? - ?) var den härskare som ledde serberna till Balkan efter en inbjudan från den östromerska kejsare Herakleios (610 - 641). Hans namn är än idag okänt men man vet att han dog år 680. Två härskare av en annan dynasti tog troligen makten efter den “okända knezen“.
- Svevlad (? - c. 660)
- Selimir (? - c. 679/680)
- Vladin (? - c. 700) troligen ättling till den “okända knezen“.
- Ratimir (? - c. 730) troligen ättling till den “okända knezen“.
- Knez Višeslav (? - c. 780) sonsonson till den “okända knezen”.
- Knez Radoslav (slutet av 700-talet  - början av 800-talet) son till Višeslav.
- Knez Ljudevit Posavski av Pannonien (c. 822)
- Knez Prosigoj (822 - 836) son till Radoslav

## Vlastimirović
Vlastimirović-dynastin var den ledande serbiska dynastin från cirka 825 - 850 till cirka 950. Dynastin grundades av knez Vlastimir, som i sin tur hade tre söner och en dotter. Vlastimirs dotter gifte sig med knez Krajina, son till Beloje, župan av Travunien. Efter Vlastimirs död delades makten och domänerna mellan hans tre söner Mutimir, Strojimir och Gojnik, medan äldste sonen Mutimir, var den högsta härskaren och de andra vasaller till denna. Tillsammans slog de tillbaka ett anfall från bulgarerna år 852. Senare gjorde dock de båda yngre bröderna ett misslyckat uppror mot Mutimir. Mutimir lät då göra de båda till vasaller till den bulgariska khanen Boris.
- Knez Vlastimir (? (825) - c. 850) son till Prosigoj, grundare av Vlastimirovići-dynastin.
- Knez Mutimir (andra hälften av 800-talet - 891/892)
- Strojimir, vasall till Mutimir, senare under bulgarkhanen Boris.
- Gojnik, vasall till Mutimir, senare under bulgarkhanen Boris.
- Knez Pribislav (891 - 893) son till Mutimir.
- Bran (eller Boren) (c. 895) yngre broder till Pribislav, son till Mutimir.
- Stefan (? - ?) yngre broder till Pribislav och Bran, son till Mutimir.
- Knez Petar Gojniković (c. 892 - 918) son till Gojnik, sonson till Vlastimir, avled i bulgarisk fångenskap.
- Knez Pavle Branović (917 - 921) son till Bran, sonson till Mutimir, fick hjälp till tronen av bulgarerna, avsatt av Bysans.
- Knez Zaharije Pribisavljević (921 - 924) son till Pribislav, sonson till Mutimir, fick hjälp till tronen av Bysans, avsatt av bulgarerna.
- 924 - 927, de serbiska territorierna är bulgariska vasallstater.
- Knez/župan Časlav Klonimirović (927 - c. 950) son till Klonimir, sonson till Strojimir, befriar de serbiska stammarna i centrala Serbien från bulgarerna.
- 950 - 1035, de serbiska territorierna under bysantinsk överhöghet.

## Vojislavljević
Vojislavljević-dynastin var den ledande serbiska dynastin mellan 1050-talet och fram till 1120-talet. Stefan Vojislav gjorde uppror mot Bysans 1035 men tvingades till vapenstillestånd. 1040 ledde Stefan Vojislav åter serberna i krig, samma krig som hans son Mihajlo skulle fortsätta. Stefan Vojislavs rike inkluderade förutom Raška även  Duklja, Travunien och Zahumlje.
- Stefan Vojislav (1035 - 1050/1055) grundare av Vojislavljevići-dynastin.
- Storžupan Mihaljo (1050/1055 - 1080) son till Stefan Vojislav, troligen kung och kröntes av påven Gregorius VII.
- Kung Konstantin Bodin (1080 - 1101) son till Mihajlo.
- 1101 - 1114, kamp om tronen inom dynastin mellan Dobroslav och Vladimir, båda yngre bröder till Konstantin Bodin.
- Kung Đorđe (1114 - 1118) son till Konstantin, störtades av Uroš I av Raška.

Đorđe blev störtad av Uroš I av Raška men han återkom dock för en kortare tid och styrde sedan Duklja mellan 1125 och 1131. Dock slocknade huvudleden av Vojislavljevići dynastin med Đorđes död.

## Vojislavljević/Urošević
Mellan 1050 och 1165 styrdes den främsta serbiska staten, Raška, av ättlingar till Vojislavljevići-dynastin. Denna dynasti kom dock att centreras till Duklja och en ättling av Vojislavljevići dynastin vid namn Uroš I tog kontroll över Raška. Han grundade därmed dynastin Urošević.
- Petrislav (1050-talet - 1073) son till Mihajlo som förlänade land åt sina söner.
- Stor-Župan Vukan (1083 - 1115) son till Petrislav, förlänat land av Konstantin Bodin, styrde tillsammans med hans broder Marko som dock hade enbart administrativt ansvar för vissa delar av landet.
- 1094 hamnade de serbiska territorierna under Bysans överhöget.
- Uroš I (c. 1115 - 1131) styrde Raška.
- Uroš II (1140 - 1155)
- Desa (1155) störtar Uroš II och håller tronen en kort tid.
- Uroš II (1155 - 1161) andra regeringstid.
- Desa (1162 - 1166) andra regeringstid, gjorde misslyckade uppror mot Bysans överhöghet.

Efter Desas uppror 1165 delar Bysans de serbiska territorierna mellan Zavidas fyra söner. Tihomir fick Raška, Stracimir fick Duklja, Miroslav fick Zahumlje och Travunien och Nemanja fick Toplica (beläget i dagens centrala Serbien). Tihomir och Stracimir gjorde uppror mot Bysans. Nemanja lyckades däremot med Bysans hjälp besegra Tihomir och Stracimir och grundade Nemanjići dynastin och lade grunden för den enade serbiska staten. Nemanjas bror Miroslav och hans ättlingar behöll dock sin župan-titel över Zahumlje och Travunien (dagens Hercegovina).

## Nemanjić-ätten
Nemanja utnämner sig till härskare över Raška medan han utnämner sin äldste son, Vukan, till härskare av Duklja. Nemanjas näst äldste son, Stefan Provenčani, kom att efterträda honom på tronen som härskare över Raška. Nemanjas yngsta son, Rastko (senare kallad sankt Sava), kom att styra Zahumlje mellan 1190 och 1192 och senare grunda den serbiska kyrkan. Nemanja antog även den grekiska kungatiteln ”Stefanos” (betydelse ”den kranskrönte”), något som alla härskare av Nemanjići-dynastin kom att anta. Vukan kom senare att förlora sin makt i Duklja till sin yngre broder Stefan Prvovenčani som enade de båda staterna till en serbisk stat. Nemanjići-dynastin kom att styra de serbiska staterna mellan 1166 och 1371.
- Stefan I Nemanja (1166 - 1199)
- Stefan II Prvovenčani (1199 - 1228) näst äldste son till Stefan Nemanja.
- Stefan Radoslav (1228 - 1234) son till Stefan Prvovenčani.
- Stefan Vladislav I (1234 - 1243) son till Stefan Prvovenčani.
- Stefan Uroš I (1243 - 1276) son till Stefan Prvovenčani.
- Stefan Dragutin (1276 - 1282) son till Stefan Uroš I, senare kung av Srem (1282 - 1316).
- Stefan Uroš II Milutin (1282 - 1321) son till Stefan Uroš I.
- Stefan Uroš III Dečanski (1321 - 1331) son till Stefan Uroš II Milutin.
- Stefan Konstantin (1321 - 1322) son till Stefan Uroš II Milutin, rival till tronen.
- Stefan Vladislav II (1322 - 1324) son till Stefan Dragutin, rival till tronen, tidigare kung av Srem (1316 - 1321).
- Tsar Stefan (Uroš IV) Dušan (1331 - 1355) son till Stefan Uroš III Dečanski, kung av Serbien (1331 - 1346) tsar ”över alla serber och greker” (1346 - 1355), Serbien når sin största utbredning under Dušans regeringstid.
- Tsar Stefan Uroš V (1355 - 1371) son till Stefan Dušan, tidigare titulerad kung av Serbien (1346 - 1355).

Under Stefan Uroš V regeringstid försvagas Serbiens ställning och landet delas mellan flera härskare, som dock formellt fortfarande stod under tsaren. Flera av härskarna belönas med titeln kung. När Stefan Uroš V sedan dör utan arvingar slocknar huvudlinjen för dynastin Nemanjići i Serbien.

### Övriga härskare och tronpretendenter av Serbien

#### Nemanjić i Thessalien och Epirus
Simeon Siniša, son till Stefan Uroš III Dečanski med hans andra fru, gör anspråk på den imperiska titeln efter Stefan Dušans död 1355, men blir besegrad i Serbien. Han flyr till Thessalien och dominerar de serbiska domänerna i norra Grekland. Han och hans son regerar som tsar ”av serber och greker”, men efter Jovan Uroš abdikation hamnar landet under Bysans överhöghet.
- Tsar Simeon Siniša av Thessalien (1359 - 1370) son till Stefan Uroš III Dečanski, även härskare över Epirus (1359 - 1366).
- Tsar Jovan Uroš av Thessalien (1370 - 1373) son till Simeon Siniša, abdikerade, var den sista serbiska regenten av Thessalien.

#### Mrnjavčević i Makedonien
Under tsar Stefan Uroš V regering utnämner han župan Vukašin Mrnjavčević med kungligtitel. Mrnjavčević styr i norra och västra Makedonien och stupar i kampen mot den turkiska invasionen. Han son Marko Kraljević behöll den kungligatiteln men hans styre var lokalt. Efter Stefan Uroš V död blir hans land en turkisk vasallstat. Vad som hände med hans ättlingar är okänt.
- Kung Vukašin Mrnjavčević (1365 - 1371)
- Kung Marko Kraljević (1371 - 1395) son till Vukašin.

#### Balšić i Zeta
1356, året efter tsar Stefan Dušans död, erhåller Balša I landet Zeta (tidigare Duklja, dagens Montenegro) av tsar Stefan Uroš V. Balša grundar då Balšići dynastin. Zeta kom dock att åter att styras gemensamt med övriga Serbien igen under en period på 1400-talet, då av dynastierna Lazarevići och Brankovići.
- Knez Balša I (1356 - 1362) styrde över Zeta.

#### Brankovići Kosovo
Kosovo och angränsande områden denna tid styrdes av knez Vuk Branković, gift med Mara Lazarević, som kom att grunda dynastin Brankovići. Brankovićs ättlingar kom senare att styra hela Serbien.
- Knez Vuk Branković (? - 1398) svärson till Lazar, styrde över dagens Kosovo.

#### Kotromanić i Bosnien
Det gjordes även anspråk på den serbiska kungatiteln från andra håll. Den bosniska kungen, Tvrtko I Kotromanić, en avlägsen ättling till Stefan Nemanja, lyckades erövrade delar av Raška, utropade sig själv därefter till kung över Serbien 1377. Detta var dock en titulärtitel.
- Kung Tvrtko I av Bosnien (1377 - 1391) titulärkung över serberna.

## Lazarević
Det var knez Lazar Hrebeljanović, gift med Milica Nemanjići, som tog den faktiskt makten över större delen av Serbien efter Stefan Uroš V:s död. Han gjorde aldrig däremot anspråk till titeln kung. Han har dock ofta citerats som ”tsar Lazar”, men faktum är att han aldrig kröntes. Lazar var den serbiska överbefälhavaren i slaget vid Kosovo Polje 1389, där han stupade. Lazar var även grundaren av Lazarevići dynastin. De styrande av Lazarevići- och Brankovići-dynastierna titulerades som prinsar (knez), men titulerade sig oftast med den bysantinska hovtiteln ”despot”, en titel som gavs av de sista kejsarna av Bysans till dess allierade.
- Knez Lazar I Hrebeljanović (1371 - 1389)
- Despot Stefan III Lazarevići (1389 - 1427) son till Lazar I, styrde Serbien efter faders död.

## Branković-ätten
- Đurađ I Branković  (1427 - 1456) son till Vuk Branković och sonson till Lazar I.
- Lazar II Branković (1456 - 1458) son till Đurađ I
- Jelena (Marija) (1458 - 1459) dotter till Lazar II
- Stefan Branković (1458 - 1459) son till Đurađ I, regent för sin brorsdotter.
- Stefan IV Tomašević av Bosnien (1459) gift med Jelena, avsattes från tronen.
- 1459 Serbien annekteras av Osmanska riket men 1471 återupprättas ett serbiskt rike i dagens Srem och övriga Vojvodina.
- Vuk Branković (1471 - 1485) sonson till Đurađ I.
- Đurađ (Đorđe) II Branković (1486 - 1496) son till Stefan Branković, abdikerade.
- Jovan Branković (1496 - 1502) son till Stefan Branković.

## Berislavić
- Ivaniš Berislavić (1504 - 1514) gift med Jovan Brankovićs änka.
- Stjepan Berislavić (1514 - 1521) avsatt.
- 1521 annekterar osmanerna arvsrätten för de serbiska regenterna.

## Serbiska härskare över Srem och Vojvodina
Trots osmanernas annektering fortsätter Stjepan Berislavić att deklarera sig som despot “av Raška och Srem“ (Serbien) och efterföljande despoter och hertigar styrde över självstyrda områden av varierande storlek av dagens Vojvodina. Nedan följer även de tidigare serbiska kungar, hertigar och despoter som styrde över Srem och Vojvodina.
- Stefan Dragutin (1282 - 1316) son till Stefan Uroš I av Nemanjići-dynastin, kung av Srem.
- Ugrin Čak (? - 1311) härskare över Srem.
- Stefan Vladislav II (1316 - 1325) son till Stefan Dragutin, kung av Srem.
- Stefan Lazarević (1402 - 1427) despot av Serbien.
- Đurađ Branković (1427 - 1456) despot av Serbien.
- Vuk Grgurević (1471 - 1485) serbisk despot av Srem.
- Lovro Iločki (1471 - 1524) hertig av Srem.
- Đurađ (Đorđe) Brankković (1486 - 1496) despot av Serbien.
- Jovan Branković (1496 - 1502) despot av Serbien.
- Ivaniš Berislavić (1504 - 1514) despot av Serbien.
- Stjepan Berislavić (1521 - 1535) serbisk despot av Srem, despot av Serbien (1514 - 1521)
- Jovan Nenad (1526 - 1527) självproklamerad tsar av Serbien.
- Radič Božić (1527 - 1530) hertig av Srem.
- Pavle Bakić (1537) serbisk despot av Srem.
- Stefan Štiljanović (1537 - 1540) serbisk despot av Srem.

- 1848 skapas det Serbiska Vojvodskapet, ett hertigdöme inom habsburgmonarkin, den serbiska vojvoden Stevan Šupljikac väljs till dess första och enda hertig. 1860 avskaffas hertigdömet men ligger till grunden för det Vojvodina som idag än existerar.

## Statschefer för den moderna staten Serbien från 1800-talet till idag

### Överbefälhavare för det första serbiska upproret 1804–1813
- Karađorđe Petrović (1804 - 1813) grundaren av huset Karađorđević.

## Furstar av Serbien

### Huset Obrenović
- Miloš Obrenović I (1815 - 1839) grundare av huset Obrenović.
- Milan Obrenović II (1839)
- Mihajlo Obrenović III (1840 - 1842)

### Huset Karađorđević
- Aleksandar Karađorđević (1842 - 1858)

### Obrenović
- Miloš Obrenović I (1858 - 1860) andra regeringstid.
- Mihajlo Obrenović III (1860 - 1868) andra regenringstid.
- Milan Obrenović IV (1868 - 1882)

## Kungar av Serbien

### Obrenović
- Milan I (Milan Obrenović IV) (1882 - 1889)
- Aleksandar (1889 - 1903)

### Karađorđević
- Petar I (1903 - 1918)

## Kungar avkungariket Jugoslavien

### Karađorđević
- Petar I (Peter I av Serbien) (1918 - 1921)
- Aleksandar I (1921 - 1934) son till Petar I.
- Petar II (1934 - 1945) son till Aleksandar I.

## Karađorđević-familjens huvudmän i exil
- Petar II (1945 - 1970)
- Aleksandar II (1970 - ) nuvarande tronpretendent som kung av Serbien (eller Jugoslavien).

## Serbiens presidenter
Serbiens president var en post inom de federala staterna Förbundsrepubliken Jugoslavien och Serbien och Montenegro. När Serbien blev självständigt 2006 blev president Boris Tadić statschef.